# Leucocelis jeanneli
Leucocelis jeanneli är en skalbaggsart som beskrevs av Thierry Bourgoin 1913. Leucocelis jeanneli ingår i släktet Leucocelis och familjen Cetoniidae. Inga underarter finns listade i Catalogue of Life.